# Александр V (царь Имеретии)
Александр V (груз. ალექსანდრე V; 1703/1704 — март 1752) — царь Имеретии (1720—1741, 1742—1752) — старший сын и преемник имеретинского царя Георгия VII.

## Биография
В феврале 1720 года царь Имеретии Георгий VII был убит имеретинскими князьями (мтаварами), которые захватили власть в государстве. Царевич Александр воспитывался при дворе картлийского царя Вахтанга VI. В том же 1720 году ахалцихский паша Исак-паша отправил посла к царю Картли Вахтангу, прося его прислать в Ахалцихе царевича Александра, чтобы посадить его на царство. Вахтанг прислал царевича в Ахалцихе вместе с дарами. В течение года царевич Александр проживал при дворе паши.
В 1721 году ахалцихский паша, получив султанский указ, с турецким войском вступил в Имеретию, чтобы посадить на царский трон Александра. Крупные вельможи Бежан Дадиани и Зураб Абашидзе отказались признавать Александра новым царем Имеретии. Однако эристав Шошита Рачинский со своей дружиной перешел на сторону Александра, передав ему отцовскую казну. Александр вынужден был передать отцовскую казну турецкому паше в качестве награды. Турки-османы осадили крепость Цуцхвати, принадлежавшую Зурабу. После месячной осады турки захватили крепость, откуда защитники ночью бежали. Оттуда ахалцихский паша с войском вторгся в область Лечхуми и опустошил её. Бежан Дадиани не смог оказать сопротивления превосходящим силам противника. Из Лечхуми ахалцихский паша вернулся в Кутаиси, где посадил на царский престол Александра V. Бежан Дадиани смог подкупить пашу, который назначил его опекуном молодого царя, а сам вернулся в Ахалцихе. В том же 1721 году Бежан Дадиани выдал свою дочь Мариам замуж за нового царя Александра и стал фактическим правителем Имеретии.
В 1724 году царь Александр V и Бежан Дадиани осадили и взяли Джварскую крепость в Окриба, которая принадлежала брату эристава Рачинского. Сам князь Бежан Дадиани, несмотря на своё родство с царём, стремился убить Александра.
В 1728 году рачинский эристав Шошита внезапно напал на царя Александра в Сканде, но царь укрылся в крепости, а эристав опустошил и разорил окрестные земли.
В 1728 году турки захватили все восточное побережье Чёрного моря. Турецкие гарнизоны стояли в Батуми, Цихисдзири, Анакопии, Чакви, Поти, Бичвинте и Сухуми. В результате этого Грузия лишилась выхода к морю. Во внутренних районах Грузии османы заняли Кутаисскую, Багдадскую и Шорапанскую крепости. Отъезд картлийского царя Вахтанга VI в Россию неблагоприятно отразился на ситуации в Западной Грузии. Помимо того, что он помогал Александру V и всячески поддерживал его, благодаря своему высокому авторитету ему удавалось регулировать напряженные отношения между князьями и царем.
В том же 1728 году царь Александр V и мегрельский князь Бежан Дадиани (1715—1728) собрали большое войско и совершили поход на область Рачу, которая была опустошена и разорена. Рачинский эристав Шошита не смог отразить это нападение. По совету Зураба Абашидзе царь Александр и Бежан Дадиани осадили крепость Шоропани, которая принадлежала его двоюродному брату Левану Абашидзе. Крепость была захвачена и передана Зурабу Абашидзе.
В 1726 году скончался гурийский князь Георгий Гуриели, его сын Мамия Гуриели занял княжеский трон в Гурии. Князья Бежан Дадиани и эристав Шошита Рачинский заключили мир и породнились. Бежан отдал свою дочь, бывшую жену Георгия Гуриели, замуж за эристава. В 1728 году князь Зураб Абашидзе отправил донос на Бежана Дадиани ахалцихскому паше Исак-паше. Исак-паша прислал в Имеретию своего сына Юсуф-пашу. Имеретинский царь Александр встретил Юсуф-пашу в Гегути. Бежан Дадиани был вызван к Юсуф-паше и по его приказу убит. Отия, сын Бежана, смог спастись бегством, а владения Бежана были разорены. Юсуф-паша призвал к себе рачинского эристава Шошиту и примирил его с имеретинским царем Александром. После смерти Бежана его старший сын Отия Дадиани (1728—1757) стал князем в Мегрелии, но вскоре поссорился со своим братом Кацией, взял его в плен и отослал к рачинскому эриставу, который заключил его в крепости Квара. Вскоре царь Александр собрал своё войско и осадил Шорапанскую крепость, но прибыл Зураб Абашидзе с турецкой армией, которая заняла крепость. Царь Александр вынужден был уступить туркам. Через некоторое время рачинский эристав Шошита осадил крепость Садмели и взял в плен Левана Абашидзе. Царь Александр с войском выступил против эристава и разбил его под Садмели, освободив крепость от осады.
В 1732 году после смерти своей первой жены Мариам Дадиани (ум. 1731) имеретинский царь Александр женился на дочери Левана Абашидзе, а свою дочь выдал замуж за гурийского князя Мамию Гуриели.
Вскоре Отия Дадиани, рачинкий эристав Григол и Зураб Абашидзе заключили союз с царевичем Мамукой, младшим братом царя Александра. Мамука женился на сестре мегрельского князя Отии Дадиани. Союзники, собрав большое войско из мегрелов и абхазов, вторглись в Имеретию и расположились в Гегути. Здесь к ним присоединился рачинский эристав. Имеретинский царь Александр не мог им противостоять и укрылся в Кутаиси. Отия Дадиани с союзниками подошел к Кутаиси, но не стал осаждать столицу, боясь турок.
В 1733 году в Поти прибыл турецкий паша с войском, который должен был покорить все черноморское побережье до Азова. Паша приказал царю Александру со своим войском прибыть к нему на соединение. Александр с имеретинским войском выступил в Поти, где был с почетом принят турецким пашой. Князь Мегрелии Отия Дадиани безуспешно пытался убедить царя отказаться от совместного похода с турками. Александр со своим войском вынужден был сопровождать турецкого пашу во время его похода на Мегрелию. Отия Дадиани отказался явиться на поклон к паше и укрылся в горах. Турки-османы и имеры сильно опустошили владения князя Отии Дадиани. Из Мегрелии турки вступили в Абхазию, которая также была разорена. Вначале князь Абхазии Манучар Шервашидзе (ок. 1730—1757) отказался явиться на поклон к турецкому паше, но потом прибыл и принял ислам вместе со своими приближенными. Затем паша предложил царю Александру сопровождать турецкую армию в походе на Джикети и дальше на Азов. Тогда имеретинский царь Александр ночью со своим войском отделился от турок и стал поспешно отступать домой. На реке Эгриси имеры были настигнуты турками и абхазами, которые их атаковали. Царь Александр вместе с небольшой частью воинов смог перебраться на другой берег реки, а оставшихся имеров турки перебили или взяли в плен. Александр прибыл в Одиши и укрепился в крепости Кацо. Во время прохода через Одиши местные жители часто нападали на царский отряд. Князь Мегрелии Отия Дадиани, собрав своё войско, в течение трех дней осаждал царя в крепости Кацо. Имеретинский царь Александр вынужден был заключить мир и дать заложников, после чего князь Отия Дадиани разрешил ему свободно пройти через свои владения в Имеретию. Турецкая экспедиция в Абхазию закончилась поражением. По приказу своего князя Манучара Шервашидзе абхазы стали устраивать засады, нападать и убивать турок. Потинский паша принял решение о возвращении в Одиши. Абхазские отряды напали на турецкий лагерь и перебили большинство османов. Сам паша с небольшим количеством воинов бежал по морю, а все остальные были перебиты или взяты в плен. После своей победы над турецким войском абхазский князь и его подданные отказались от ислама и вернулись к вере предков.
В 1734 году мятежные вельможи Отия Дадиани, рачинский эристав Григол и Зураб Абашидзе выступили против имеретинского царя Александра. Мятежники смогли привлечь на свою сторону царевича Мамуку, младшего брата царя. Царь Александр, соединившись со своими союзниками Мамией Гуриели, Леваном Абашидзе, Мерабом Цулукидзе и другими, разгромил мятежников в битве при Чихори. Все пленные рачинцы, лечхумцы и одшцы были проданы в рабство. Мегрельский князь Отия Дадани был ранен и взят в плен, а его брат Кация Дадиани убит. Отия Дадиани отказался передать царю свою область Лечхуми и через Зураба Абашидзе обратился за помощью к ахалцихскому паше Исак-паше. Исак-паша прислал в Имеретию Махмад-бега и Гиви Амилахора с войском турок и картлийцев. Союзники вступили в Имеретию и расположились в Сачхере. Имеретинский царь Александр отобрал у князя Отии Дадиани земли Чиладазе-Микеладзе и заключил с ним перемирие. Затем Александр прибыл в Сачхере и заключил мир с турками, выдав свою сестру Тамару замуж за Махмад-бега. После этого турки и картлийцы покинули Имеретию. Александр передал землю Микеладзе своему младшему брату, царевичу Мамуке.
В 1735 году иранский полководец Надир-хан изгнал турок из Восточной Грузии, захватил Тбилиси и потребовал от имеретинского царя Александра V подчиниться своей власти. Но царь не только не подчинился Надир-хану, но даже приютил у себя восставшего против него ксанского эристава Шанше.
Имеретинский царь Александр продолжал борьбу против крупных вельмож. Мтавары Зураб Абашидзе и Папуна Церетели стали враждовать друг с другом, царь их примирил. Зураб Абашидзе сам не приехал к царю, а послал своего сына Давида. Царь заставил Давида Абашидзе развестись с первой женой, сестрой эристава Шошиты, и женил его на своей сестре. Вскоре по приказу царя Давид Абашидзе и Папуна Церетели были убиты. Тогда вельможи Зураб Абашидзе, Отия Дадиани и рачинский эристав Григол собрали войска для борьбы против царя Александра. Царь получил от ксанского эристава Шанше отряд из пятисот лезгин, с которыми выступил против мятежников. Александр совершил карательный поход на владения мятежников и разорил их. Затем Александр V организовал поход на царство Картли. Его младший брат Георгий и Леван Абашидзе напали в Тедзере на царевича Вахушти, который был захвачен в плен.
В 1738 году имеретинский царь Александр V отправил своего посла Тимоте Габашвили в Россию за помощью, но получил отказ.
В 1740 году мегрельский князь Отия Дадиани призвал абхазское войско и вторгся в Имеретию. С ним соединились рачинский эристав Григол и Зураб Абашидзе со своими дружинами. Мятежники захватили, сожгли и разорили царский дворец в Варцихе. Александр V не смог защитить свои владения, которые были опустошены.
Весной 1741 года ахалцихский паша Исак-паша отправил в Имеретию турецкое войско под командованием своего сына Пириага. На сторону турок перешли Дадиани, эристав Григол и Зураб Абашидзе со своими отрядами. Имеретинский царь Александр V со своими сторонниками бежал в Картли. Турки заняли столицу Имеретии и посадили на царский престол Григория IX, младшего брата Александра. В Картли Александр нашел убежище во владениях ксанского эристава Шанше, который не повиновался Надир-шаху. Вскоре иранцы выступили в поход на владения Шанше и захватили в плен имеретинского царя Александра, который был доставлен в Тбилиси и заключен под стражу. Надир-шах приказал освободить з плена Александра и попросил ахалцихского пашу возвести его на царский престол в Имеретии. Александр был отправлен из Тбилиси в Ахалцихе. Паша согласился ему помочь.
Осенью 1742 году турки-османы вступили в Имеретию и вторично посадили Александра V на царский престол. Крупные вельможи Отия Дадиани, рачинский эристав Григол и Зураб Абашидзе вынуждены были признать Александра V царем Имеретии. Георгий IX, младший брат Александра, вынужден был покинуть Имеретию и ушел в Одиши. Вскоре крупные мтавары в очередной раз выступили против царской власти. Царь Александр приказал казнить свою мачеху Тамару и расправился со многими сторонниками своего младшего брата Георгия.
В 1743 году мегрельский князь Отия Дадиани и рачинский эристав Григол собрали свои силы и стали в Гегути. Имеретинский царь Александр V укрылся в Кутаиси, откуда обратился за военной помощью к ахалцихскому паше. Паша прислал в Имеретию небольшое турецкое войско. Александр отправил турок вместе с Леваном Абашидзе против мятежников, которые потерпели поражение. Среди убитых был рачинский эристав Григол. Новым рачинским эриставом стал Вахтанг, брат Григола. Царь Александр заключил перемирие с новым эриставом и князем Отией Дадиани.
В 1744 году имеретинский царь Александр захватил Сверскую крепость, принадлежавшую князьям Абашидзе. Сам Зураб Абашидзе бежал в Картли. В 1745 году Александр V начал борьбу против своего союзника и родственника Левана Абашидзе. В 1746 году имеретинский царь Александр был изгнан из своих владений мтаварами и бежал в Одиши к князю Отии Дадиани. В 1749 году Александр V прибыл в Имеретию с турецким войском и восстановил свою власть над царством.
В марте 1752 года имеретинский царь Александр V скончался. Ему наследовал старший сын Соломон I Великий (1752—1766, 1768—1784).

## Семья
Александр был дважды женат.
В 1721 году женился на Мариам Дадиани (ум. 1731), дочери князя Мегрелии Бежана Дадиани, от брака с которой детей не имел.
В 1732 году вторично женился, супругой стала дочь князя Левана Абашидзе. Дети от второго брака:
1. Соломон Великий (1735—1784), царь Имеретии (1752—1766, 1768—1784);
2. Иосиф Багратиони, католикос Абхазии (1769—1776);
3. царевич Баграт (1741—1800);
4. царевич Арчил (ум. 06.10.1775).